# Стефания (рулет)
Рулет «Стефания» (болг. Руло «Стефани», венг. Stepania szelet или Stefánia vagdalt) — разновидность мясного рулета с начинкой из цельных вареных яиц, распространённая в Болгарии и Венгрии. Как и другие мясные рулеты, распространённые в европейской кухне, он готовится из рубленого мяса (фарша), внутрь кладут вареные яйца и овощи, чаще всего морковь и соленые огурцы. При нарезке рулета на ломтики яйца придают ему характерный декоративный эффект. В Венгрии рулет известен под названием «Стефания/Штефания». В Болгарии он появился в межвоенный период, изначально под такими названиями, как «рулада» и «ложный кролик», а его нынешнее название утвердилось с 1950-х годов.
Считается, что болгары позаимствовали рецепт у венгров в начале XX века.
Stefánia vagdalt — это могут быть котлеты или фрикадельки, которые особенны популярны в Венгрии на Пасху из-за входящих в состав варёных яиц. В Венгрии обычно небольшие фрикадельки расплющивают, придают им форму котлет, иногда обваливают в панировочных сухарях и жарят в горячем жире или масле.
Также из фарша с помощью плёнки или фольги формируется продолговатый рулет, а затем он запекается единым куском в смазанной маслом форме для выпечки. Некоторые повара формируют рулет на фольге, а потом в ней же и запекают, снимая в конце фольгу, чтобы дать поверхности рулета подрумяниться.

## История
Венгерское блюдо было названо в честь принцессы Стефании Бельгийской (1864—1945), вдовы австрийского престолонаследника Рудольфа. Принцесса Стефания Бельгийская влюбилась в венгерского землевладельца, члена Палаты магнатов и австро-венгерского дипломата графа Элемера Лоньяи в 1880-х годах, но её отец, бельгийский король, и венский двор в течение многих лет выступали против брака с представителем более низкого ранга. Тем не менее 22 февраля 1900 года они поженились. В обмен на это принцесса отказалась от своего звания и богатства. Затем принцесса Стефания бо́льшую часть времени жила в Венгрии, будучи женой принца Элемера Лоньяя. Он любил страну и венгерскую кухню и придумал много новых рецептов блюд: одним из самых известных из них был рулет («мясной фарш») Стефания. Существует множество блюд, приготовленных «по-стефанийски»: «Фаршированное мясо Стефания», «Ризотто Стефания», «Воздушная Стефания», «Стефанийское гнездо». Их общей чертой является то, что в них в той или иной форме содержатся варёные яйца.